# Cangoderces lewisi
Cangoderces lewisi is een spinnensoort in de taxonomische indeling van de Telemidae.
Het dier behoort tot het geslacht Cangoderces. De wetenschappelijke naam van de soort werd voor het eerst geldig gepubliceerd in 1951 door Harington.